# 亞梅利尼察
49°10′21″N 23°28′53″E / 49.17250°N 23.48139°E

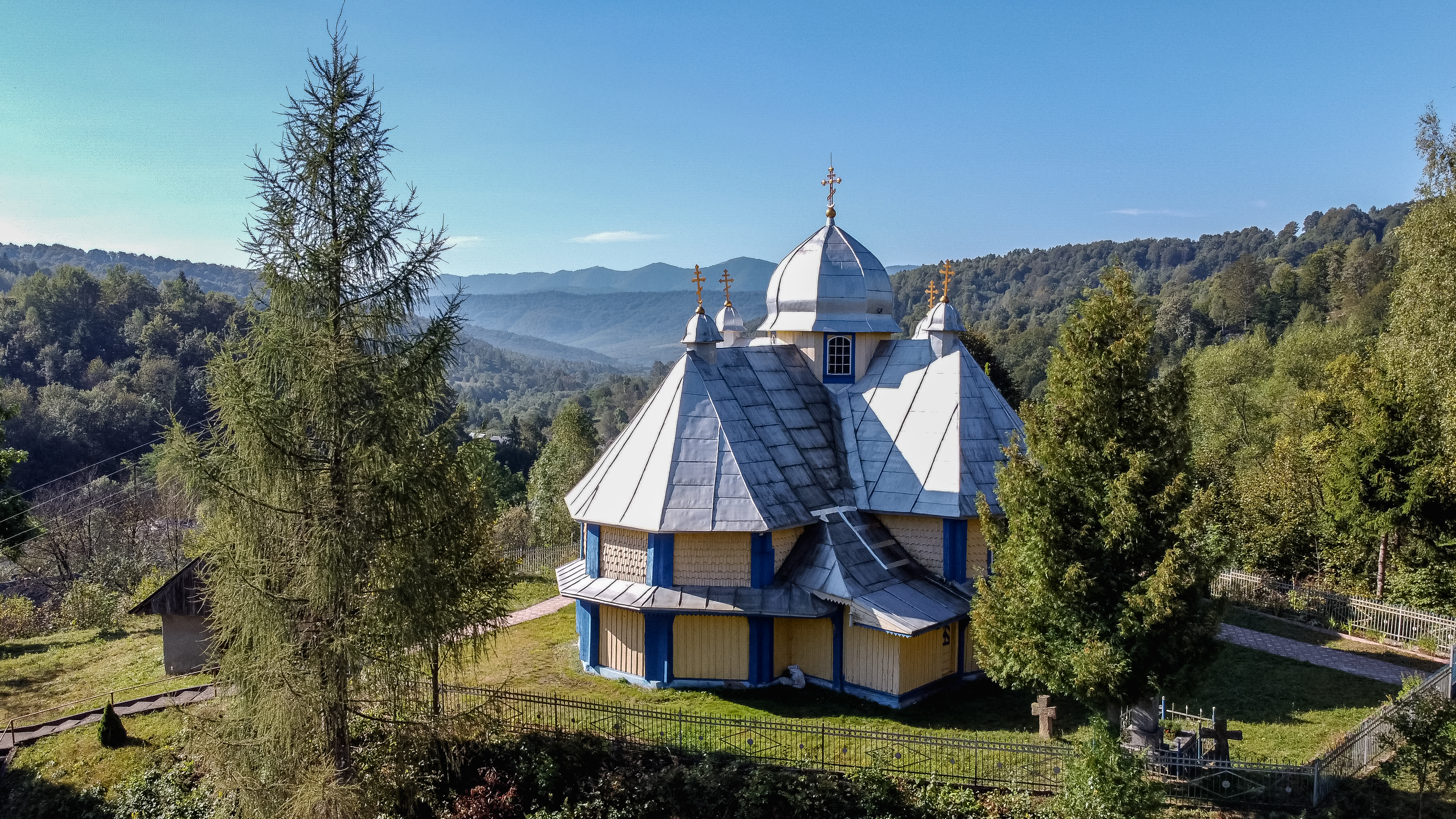
教堂

亞梅利尼察（烏克蘭語：Ямельниця），是烏克蘭的村落，位於該國西部利沃夫州，由斯特雷區斯科萊市鎮負責管轄，始建於1242年，面積2.07平方公里，海拔高度567米，2025年人口454，人口密度每平方公里264.25人。